# Вінаго великий
Віна́го великий (Treron capellei) — вид голубоподібних птахів родини голубових (Columbidae). Мешкає в Південно-Східній Азії. Вид названий на честь Годерта ван дер Капеллена, 38-го генерал-губернатора Нідерландської Ост-Індії.

## Опис
Довжина птаха становить 36 см. У самців обличчя, лоб і тім'я темно-зелені або сірі, потилиця темно-зелена. Спина темно-зелена, покривні пера крил сірі з жовтими краями. Махові пера сірувато-чорні. Надхвістя сіро-зелене, верхні покривні пера хвоста і центральні стернові пера зелені, крайні стернові пера зелені, на хвості широка чорна смуга. Підборіддя і горло тьмяно-жовтувато-зелені, скроні і шия дещо тьмяніші. На грудях велика оранжева пляма, в центрі світліша, по краях червонувата. Живіт тьмяно-сіро-зелений, боки сірі, перма на стегнпх мають білувато-кремові края. Нижні покривні пера хвоста тьмяно-рудувато-коричневі. Навколо очей вузькі жовтуваті або зеленувато-жовті кільця. Райдужки червонуваті або червонувато-карі. Лапи жовтуваті. У самиць на грудях золотисто-жовта пляма. Нижні покривні пера хвоста у них світліші.

## Підвиди
Виділяють два підвиди:
- T. c. magnirostris Strickland, 1844 — Малайський півострів, Суматра, Калімантан і сусідні острови;
- T. c. capellei (Temminck, 1822) — Ява.

## Поширення і екологія
Великі вінаго мешкають в М'янмі, Таїланді, Малайзії, Індонезії і Брунеї. Вони живуть у вологих тропічних лісах, на плантаціях і в садах. Зустрічаються парами або невеликими зграями до 10 птахів, на висоті до 1500 м над рівнем моря. Живляться плодами, зокрема плодами фікусів.

## Збереження
МСОП класифікує цей вид як вразливий. За оцінками дослідників, популяція великих вінаго становить від 15 до 30 тисяч птахів. Їм загрожує знищення природного середовища.